# 萩原達也
萩原 達也（はぎわら たつや、1977年3月19日 - ）は、セントラル・リーグに所属していたプロ野球審判員。審判員袖番号は17。

## 来歴・人物
柏陵高、東京情報大学を経て2000年末に行なわれた審判員公募に応募し、60名の中から書類審査・実技試験を経て牧田匡平と共に新規採用された。2001年1月にセントラル・リーグ審判部に入局。
入局後は二軍戦の審判を務めていた。2003年には同期入局の牧田匡平とアメリカのハリー・ウェンデルステッド審判学校へ留学する予定だったが、入国の際、当時セントラル・リーグの手配ミスで就労ビザの未取得を指摘され入国出来ず、日本に強制送還された。そして2005年に就労ビザを取得し留学した。
2006年に1軍デビュー。2008年12月末をもって退職。